# Long Lake (hrabstwo Hamilton)
Long Lake – jednostka osadnicza w Stanach Zjednoczonych, w stanie Nowy Jork, w hrabstwie Hamilton.